# Elfar Freyr Helgason
Elfar Freyr Helgason, más conocido como Helgason (Reikiavik, Höfuðborgarsvæði, Islandia, 27 de julio de 1989) es un futbolista de Islandia. Juega de defensa central y su equipo actual es el AC Horsens de la Superliga de Dinamarca donde juega cedido por el equipo islandés Breiðablik UBK.

## Clubes
| Club           | País      | Temporadas |
| -------------- | --------- | ---------- |
| Breiðablik UBK | Islandia  | 2009-2011  |
| AEK Atenas FC  | Grecia    | 2011-2012  |
| Stabæk IF      | Noruega   | 2012       |
| Randers FC     | Dinamarca | 2013       |
| Breiðablik UBK | Islandia  | 2013-      |
| AC Horsens     | Dinamarca | 2017-      |

- Datos: Q2362499